# 国際連合安全保障理事会決議の一覧 (2501-2600)
| 決議 | 日付           | 投票        | 備考                                                     | 文書リンク              |
| --- | -------------- | ----------- | -------------------------------------------------------- | ----------------------- |
| 2019年安全保障理事会理事国 中国 フランス ロシア イギリス アメリカ合衆国 ベルギー コートジボワール ドイツ 赤道ギニア ドミニカ共和国 インドネシア クウェート ペルー ポーランド 南アフリカ共和国                       |                |             |                                                          |                         |
| 2501 | 2019年12月16日 | 全会一致    | テロ行為による国際平和と安全への脅威                     | 原文 ウィキソース(英語) |
| 2502 | 2019年12月19日 | 全会一致    | コンゴ民主共和国に関する情勢                             | 原文 ウィキソース(英語) |
| 2503 | 2019年12月19日 | 全会一致    | 中東情勢について                                         | 原文 ウィキソース(英語) |
| 2020年安全保障理事会理事国 · 中国 フランス ロシア イギリス アメリカ合衆国 · ベルギー ドイツ ドミニカ共和国 エストニア インドネシア ニジェール チュニジア セントビンセント・グレナディーン ベトナム 南アフリカ共和国 |                |             |                                                          |                         |
| 2504 | 2020年1月10日  | 採択 11-0-4 | 中東情勢について                                         | 原文 ウィキソース(英語) |
| 2505 | 2020年1月13日  | 全会一致    | 中東情勢について                                         | 原文 ウィキソース(英語) |
| 2506 | 2020年1月30日  | 全会一致    | キプロス情勢について                                     | 原文 ウィキソース(英語) |
| 2507 | 2020年1月31日  | 採択 13-0-2 | 中央アフリカ共和国情勢について                           | 原文 ウィキソース(英語) |
| 2508 | 2020年2月11日  | 全会一致    | スーダンおよび南スーダンに関する事務総長報告             | 原文 ウィキソース(英語) |
| 2509 | 2020年2月11日  | 採択 14-0-1 | リビア情勢について                                       | 原文 ウィキソース(英語) |
| 2510 | 2020年2月12日  | 採択 14-0-1 | リビア情勢について                                       | 原文 ウィキソース(英語) |
| 2511 | 2020年2月25日  | 採択 13-0-2 | 中東情勢について                                         | 原文 ウィキソース(英語) |
| 2512 | 2020年2月28日  | 全会一致    | ギニアビサウ情勢について                                 | 原文 ウィキソース(英語) |
| 2513 | 2020年3月10日  | 全会一致    | アフガニスタン情勢について                               | 原文 ウィキソース(英語) |
| 2514 | 2020年3月12日  | 全会一致    | スーダンおよび南スーダンに関する事務総長報告             | 原文 ウィキソース(英語) |
| 2515 | 2020年3月30日  | 全会一致    | 核不拡散、北朝鮮                                         | 原文 ウィキソース(英語) |
| 2516 | 2020年3月30日  | 全会一致    | ソマリア情勢について                                     | 原文 ウィキソース(英語) |
| 2517 | 2020年3月30日  | 全会一致    | スーダンおよび南スーダンに関する事務総長報告             | 原文 ウィキソース(英語) |
| 2518 | 2020年3月30日  | 全会一致    | 国際連合平和維持活動について                             | 原文 ウィキソース(英語) |
| 2519 | 2020年5月14日  | 全会一致    | スーダンおよび南スーダンに関する事務総長報告             | 原文 ウィキソース(英語) |
| 2520 | 2020年5月29日  | 全会一致    | ソマリア情勢について                                     | 原文 ウィキソース(英語) |
| 2521 | 2020年5月29日  | 採択 12-0-3 | スーダンおよび南スーダンに関する事務総長報告             | 原文 ウィキソース(英語) |
| 2522 | 2020年5月29日  | 全会一致    | イラクに関する情勢について                               | 原文 ウィキソース(英語) |
| 2523 | 2020年5月29日  | 全会一致    | スーダンおよび南スーダンに関する事務総長報告             | 原文 ウィキソース(英語) |
| 2524 | 2020年6月4日   | 全会一致    | スーダンおよび南スーダンに関する事務総長報告             | 原文 ウィキソース(英語) |
| 2525 | 2020年6月4日   | 全会一致    | スーダンおよび南スーダンに関する事務総長報告             | 原文 ウィキソース(英語) |
| 2526 | 2020年6月5日   | 全会一致    | リビア情勢について                                       | 原文 ウィキソース(英語) |
| 2527 | 2020年6月22日  | 全会一致    | ソマリア情勢について                                     | 原文 ウィキソース(英語) |
| 2528 | 2020年6月25日  | 全会一致    | コンゴ民主共和国に関する情勢                             | 原文 ウィキソース(英語) |
| 2529 | 2020年6月25日  | 採択 14-0-1 | 刑事裁判のための国際的な未解決のメカニズム               | 原文 ウィキソース(英語) |
| 2530 | 2020年6月29日  | 全会一致    | 中東情勢について                                         | 原文 ウィキソース(英語) |
| 2531 | 2020年6月29日  | 全会一致    | マリ情勢について                                         | 原文 ウィキソース(英語) |
| 2532 | 2020年7月1日   | 全会一致    | コロナ禍における国際平和と安全の維持について             | 原文 ウィキソース(英語) |
| 2533 | 2020年7月11日  | 採択 12-0-3 | シリアにおける人道状況                                   | 原文 ウィキソース(英語) |
| 2534 | 2020年7月14日  | 全会一致    | イエメン情勢について                                     | 原文 ウィキソース(英語) |
| 2535 | 2020年7月14日  | 全会一致    | 刑事裁判のための国際的な未解決のメカニズム               | 原文 ウィキソース(英語) |
| 2536 | 2020年7月28日  | 全会一致    | 中央アフリカ共和国情勢について                           | 原文 ウィキソース(英語) |
| 2537 | 2020年7月28日  | 全会一致    | キプロス情勢について                                     | 原文 ウィキソース(英語) |
| 2538 | 2020年8月28日  | 全会一致    | 国際連合平和維持活動について                             | 原文 ウィキソース(英語) |
| 2539 | 2020年8月28日  | 全会一致    | レバノン情勢について                                     | 原文 ウィキソース(英語) |
| 2540 | 2020年8月28日  | 全会一致    | ソマリア情勢について                                     | 原文 ウィキソース(英語) |
| 2541 | 2020年8月31日  | 全会一致    | マリ情勢について                                         | 原文 ウィキソース(英語) |
| 2542 | 2020年9月15日  | 採択 13-0-2 | リビア情勢について                                       | 原文 ウィキソース(英語) |
| 2543 | 2020年9月15日  | 全会一致    | アフガニスタン情勢について                               | 原文 ウィキソース(英語) |
| 2544 | 2020年9月18日  | 全会一致    | 国際平和と安全に対する脅威                               | 原文 ウィキソース(英語) |
| 2545 | 2020年9月25日  | 全会一致    | 国際連合コロンビア検証ミッションの期限延長               | 原文 ウィキソース(英語) |
| 2546 | 2020年10月2日  | 全会一致    | 国際平和と安全の維持について                             | 原文 ウィキソース(英語) |
| 2547 | 2020年10月15日 | 採択 13-0-2 | ハイチに関する問題                                       | 原文 ウィキソース(英語) |
| 2548 | 2020年10月30日 | 採択 13-0-2 | 西サハラ情勢について                                     | 原文 ウィキソース(英語) |
| 2549 | 2020年11月5日  | 全会一致    | ボスニア・ヘルツェゴビナ情勢について                     | 原文 ウィキソース(英語) |
| 2550 | 2020年11月12日 | 全会一致    | スーダンおよび南スーダンに関する事務総長報告             | 原文 ウィキソース(英語) |
| 2551 | 2020年11月12日 | 採択 13-0-2 | ソマリア情勢について                                     | 原文 ウィキソース(英語) |
| 2552 | 2020年11月12日 | 全会一致    | 国際連合中央アフリカ多面的統合安定化ミッションの期限延長 | 原文 ウィキソース(英語) |
| 2553 | 2020年12月3日  | 全会一致    | 治安部門改革                                             | 原文 ウィキソース(英語) |
| 2554 | 2020年12月4日  | 全会一致    | ソマリア情勢について                                     | 原文 ウィキソース(英語) |
| 2555 | 2020年12月18日 | 全会一致    | 中東情勢について                                         | 原文 ウィキソース(英語) |
| 2556 | 2020年12月18日 | 採択 14-0-1 | コンゴ民主共和国に関する情勢                             | 原文 ウィキソース(英語) |
| 2557 | 2020年12月18日 | 全会一致    | 国際平和と安全に対する脅威                               | 原文 ウィキソース(英語) |
| 2558 | 2020年12月21日 | 全会一致    | 平和構築と持続的な平和                                   | 原文 ウィキソース(英語) |
| 2559 | 2020年12月22日 | 全会一致    | スーダンおよび南スーダンに関する事務総長報告             | 原文 ウィキソース(英語) |
| 2560 | 2020年12月29日 | 全会一致    | テロ行為による国際平和と安全への脅威                     | 原文 ウィキソース(英語) |
| 2021年安全保障理事会理事国 · 中国 フランス ロシア イギリス アメリカ合衆国 · エストニア インド アイルランド ケニア メキシコ ニジェール ノルウェー チュニジア セントビンセント・グレナディーン ベトナム               |                |             |                                                          |                         |
| 2561 | 2021年1月29日  | 全会一致    | キプロス情勢について                                     | 原文 ウィキソース(英語) |
| 2562 | 2021年2月11日  | 全会一致    | スーダンおよび南スーダンに関する事務総長報告             | 原文 ウィキソース(英語) |
| 2563 | 2021年2月25日  | 全会一致    | ソマリア情勢について                                     | 原文 ウィキソース(英語) |
| 2564 | 2021年2月25日  | 採択 14-0-1 | イエメン情勢について                                     | 原文 ウィキソース(英語) |
| 2565 | 2021年2月26日  | 全会一致    | コロナ禍における国際平和と安全の維持について             | 原文 ウィキソース(英語) |
| 2566 | 2021年3月12日  | 採択 14-0-1 | 中央アフリカ共和国情勢について                           | 原文 ウィキソース(英語) |
| 2567 | 2021年3月12日  | 全会一致    | スーダンおよび南スーダンに関する事務総長報告             | 原文 ウィキソース(英語) |
| 2568 | 2021年3月12日  | 全会一致    | ソマリア情勢について                                     | 原文 ウィキソース(英語) |
| 2569 | 2021年3月26日  | 全会一致    | 核不拡散、北朝鮮                                         | 原文 ウィキソース(英語) |
| 2570 | 2021年4月16日  | 全会一致    | リビア情勢について                                       | 原文 ウィキソース(英語) |
| 2571 | 2021年4月16日  | 全会一致    | リビア情勢について                                       | 原文 ウィキソース(英語) |
| 2572 | 2021年4月22日  | 全会一致    | 大量破壊兵器の不拡散について                             | 原文 ウィキソース(英語) |
| 2573 | 2021年4月27日  | 全会一致    | 武力紛争における市民の保護                               | 原文 ウィキソース(英語) |
| 2574 | 2021年5月11日  | 全会一致    | 国際連合コロンビア検証ミッションの期限延長               | 原文 ウィキソース(英語) |
| 2575 | 2021年5月11日  | 全会一致    | スーダンおよび南スーダンに関する事務総長報告             | 原文 ウィキソース(英語) |
| 2576 | 2021年5月27日  | 全会一致    | イラクに関する情勢について                               | 原文 ウィキソース(英語) |
| 2577 | 2021年5月28日  | 採択 13-0-2 | スーダンおよび南スーダンに関する事務総長報告             | 原文 ウィキソース(英語) |
| 2578 | 2021年6月3日   | 全会一致    | リビア情勢について                                       | 原文 ウィキソース(英語) |
| 2579 | 2021年6月3日   | 全会一致    | スーダンおよび南スーダンに関する事務総長報告             | 原文 ウィキソース(英語) |
| 2580 | 2021年6月8日   | 全会一致    | アントニオ・グテーレスの国際連合事務総長二期目への推薦   | 原文 ウィキソース(英語) |
| 2581 | 2021年6月29日  | 全会一致    | 中東情勢について                                         | 原文 ウィキソース(英語) |
| 2582 | 2021年6月29日  | 全会一致    | コンゴ民主共和国に関する情勢                             | 原文 ウィキソース(英語) |
| 2583 | 2021年6月29日  | 全会一致    | 裁判官死亡に伴う国際司法裁判所の選挙                     | 原文 ウィキソース(英語) |
| 2584 | 2021年6月29日  | 全会一致    | マリ情勢について                                         | 原文 ウィキソース(英語) |
| 2585 | 2021年7月9日   | 全会一致    | シリア情勢について                                       | 原文 ウィキソース(英語) |
| 2586 | 2021年7月14日  | 全会一致    | イエメン情勢について                                     | 原文 ウィキソース(英語) |
| 2587 | 2021年7月29日  | 全会一致    | キプロス情勢について                                     | 原文 ウィキソース(英語) |
| 2588 | 2021年7月29日  | 採択 14-0-1 | 中央アフリカ共和国情勢について                           | 原文 ウィキソース(英語) |
| 2589 | 2021年8月18日  | 全会一致    | 国際連合平和維持活動                                     | 原文 ウィキソース(英語) |
| 2590 | 2021年8月30日  | 全会一致    | マリ情勢について                                         | 原文 ウィキソース(英語) |
| 2591 | 2021年8月30日  | 全会一致    | レバノン情勢について                                     | 原文 ウィキソース(英語) |
| 2592 | 2021年8月30日  | 全会一致    | ソマリア情勢について                                     | 原文 ウィキソース(英語) |
| 2593 | 2021年8月30日  | 採択 13-0-2 | アフガニスタン情勢について                               | 原文 ウィキソース(英語) |
| 2594 | 2021年9月9日   | 全会一致    | 国際連合平和維持活動                                     | 原文 ウィキソース(英語) |
| 2595 | 2021年9月15日  | 全会一致    | リビア情勢について                                       | 原文 ウィキソース(英語) |
| 2596 | 2021年9月17日  | 全会一致    | アフガニスタン情勢について                               | 原文 ウィキソース(英語) |
| 2597 | 2021年9月17日  | 全会一致    | 国際平和と安全に対する脅威                               | 原文 ウィキソース(英語) |
| 2598 | 2021年9月29日  | 全会一致    | 国際平和と安全の維持                                     | 原文 ウィキソース(英語) |
| 2599 | 2021年9月30日  | 全会一致    | リビア情勢について                                       | 原文 ウィキソース(英語) |
| 2600 | 2021年10月15日 | 全会一致    | ハイチに関する問題                                       | 原文 ウィキソース(英語) |